# 1955-ös magyar úszóbajnokság
Az 1955-ös magyar úszóbajnokságot az olimpiai felkészülés miatt az év végén rendezték meg a Nemzeti Sportuszodában, 33 méteres medencében. A versenyen 10 országból (Franciaország, Csehszlovákia, Svédország, Románia, Jugoszlávia, Dánia, Olaszország, Lengyelország, Hollandia, NDK) 25 külföldi versenyző indult.

## Eredmények

### Férfiak
| Versenyszám          | Arany                                                                | Arany   | Ezüst                                                             | Ezüst   | Bronz                                                                    | Bronz   |
| -------------------- | -------------------------------------------------------------------- | ------- | ----------------------------------------------------------------- | ------- | ------------------------------------------------------------------------ | ------- |
| 100 m gyorsúszás     | Nyéki Imre Budapest                                                  | 58,1    | Aldo Eminente Franciaország                                       | 58,6    | Gören Larsson Svédország                                                 | 58,6    |
| 200 m gyorsúszás     | Nyéki Imre Budapest                                                  | 2:07,7  | Angelo Romani Olaszország                                         | 2:08,8  | Dömötör Zoltán Budapest                                                  | 2:12,7  |
| 400 m gyorsúszás     | Angelo Romani Olaszország                                            | 4:36,2  | Záborszky Sándor Budapest                                         | 4:37,7  | Till László Budapest                                                     | 4:41,7  |
| 1500 m gyorsúszás    | Záborszky Sándor Budapest                                            | 18:32,0 | Till László Budapest                                              | 18:57,7 | Gotfryd Gremlowski Lengyelország                                         | 19:01,1 |
| 100 m hátúszás       | Magyar László Budapest                                               | 1:04,8  | Gilbert Bozon Franciaország                                       | 1:04,8  | Ladislav Bačík Csehszlovákia                                             | 1:06,0  |
| 200 m mellúszás      | Utassy Sándor Heves megye                                            | 2:41,3  | Felix Heitz Románia                                               | 2:41,9  | Fábián Béla Budapest                                                     | 2:44,4  |
| 200 m pillangóúszás  | Tumpek György Budapest                                               | 2:25,1  | Alexandru Popescu Románia                                         | 2:34,9  | Fejér Zsolt Budapest                                                     | 2:35,1  |
| 4 × 200 m gyorsváltó | Bp. Honvéd Nyéki Imre Kettesy Gusztáv Lavotta János Gyöngyösi László | 8:52,8  | Bp. Kinizsi Hoffmann Pál Csordás György Záborszky Sándor Áts Jenő | 9:16,6  | Budapest ifjúsági Dobay Gyula Györffy Balázs Somlyay Zoltán Vörös Sándor | 9:21,3  |

### Nők
| Versenyszám          | Arany                                                                   | Arany   | Ezüst                                                                 | Ezüst  | Bronz                                                                        | Bronz  |
| -------------------- | ----------------------------------------------------------------------- | ------- | --------------------------------------------------------------------- | ------ | ---------------------------------------------------------------------------- | ------ |
| 100 m gyorsúszás     | Gyenge Valéria Budapest                                                 | 1:07,0  | Gyergyák Magda Heves megye                                            | 1:07,7 | Temes Judit Budapest                                                         | 1:08,0 |
| 400 m gyorsúszás     | Gyenge Valéria Budapest                                                 | 5:10,4  | Székely Ripszima Budapest                                             | 5:13,3 | Rusena Markova Csehszlovákia                                                 | 5:22,3 |
| 100 m hátúszás       | Pajor Éva Budapest                                                      | 1:14,4  | Szász Magda Budapest                                                  | 1:16,4 | Novák Ilona Budapest                                                         | 1:17,2 |
| 200 m mellúszás      | Jytte Hansen Dánia                                                      | 2:58,5  | Jarmila Hollosikova Csehszlovákia                                     | 2:58,7 | Serfőző Magda Budapest                                                       | 3:04,6 |
| 100 m pillangóúszás  | Gyenge Valéria Budapest                                                 | 1:15,09 | Székely Ripszima Budapest                                             | 1:17,1 | Marta Skupilová Csehszlovákia                                                | 1:19,0 |
| 4 × 100 m gyorsváltó | Bp. Törekvés Bodóky Réka Székely Éva Littomeritzky Mária Gyenge Valéria | 4:35,0  | Budapest vegyes Takács Ilona Novák Ilona Ördögh Zsuzsanna Temes Judit | 4:41,3 | Bp. Kinizsi Szőke Katalin Kárpáti Veronika Enyvvári Katalin Székely Ripszima | 4:42,2 |